# Hou Xuemei
Hou Xuemei, född 27 februari 1962, är en friidrottare från Kina. Hon deltog vid olympiska sommarspelen 1988.